# Naxa bremeraria
Naxa bremeraria là một loài bướm đêm trong họ Geometridae.